# Tall Poppy Syndrome
Tall Poppy Syndrome – debiutancki album studyjny norweskiego zespołu muzycznego Leprous. Wydawnictwo ukazało się 5 maja 2009 roku nakładem wytwórni muzycznej Sensory Records. Nagrania zostały zarejestrowane, wyprodukowane i zmiksowane w studiach Black Lounge w Grangärde i The Abyss w Pärlby w Szwecji.

## Lista utworów
Opracowano na podstawie materiału źródłowego.
| Nr | Tytuł utworu          | Słowa              | Muzyka                                                                      | Długość |
| -- | --------------------- | ------------------ | --------------------------------------------------------------------------- | ------- |
| 1. | „Passing”             | Tor Oddmund Suhrke | Einar Solberg, Tor Oddmund Suhrke, Øystein Landsverk                        | 08:31   |
| 2. | „Phantom Pain”        | Halvor Strand      | Einar Solberg, Tor Oddmund Suhrke                                           | 06:50   |
| 3. | „Dare You”            | Tor Oddmund Suhrke | Einar Solberg, Øystein Landsverk                                            | 06:45   |
| 4. | „Fate”                | Tor Oddmund Suhrke | Tor Oddmund Suhrke                                                          | 04:38   |
| 5. | „He Will Kill Again”  | Halvor Strand      | Einar Solberg                                                               | 07:31   |
| 6. | „Not Even a Name”     | Halvor Strand      | Einar Solberg, Tor Oddmund Suhrke                                           | 08:46   |
| 7. | „Tall Poppy Syndrome” | Tor Oddmund Suhrke | Einar Solberg, Tobias Ørnes Andersen, Tor Oddmund Suhrke, Øystein Landsverk | 08:28   |
| 8. | „White”               | Halvor Strand      | Einar Solberg, Øystein Landsverk                                            | 11:31   |
|    |                       |                    |                                                                             | 1:03:00 |

## Twórcy
Opracowano na podstawie materiału źródłowego.
| Zespół Leprouis w składzie - Tor Oddmund Suhrke - gitara, wokal wspierający - Einar Solberg - instrumenty klawiszowe, wokal prowadzący - Øystein Landsverk - gitara, wokal wspierający - Tobias Ørnes Andersen - perkusja, instrumenty perkusyjne - Halvor Strand - gitara basowa |  | Inni - Alan Douches - mastering - Jonas Kjellgren - realizacja nagrań, miksowanie - Ritxi Ostáriz - oprawa graficzna - Bjørn Tore Moen - okładka |